# Dorfkirche Spergau

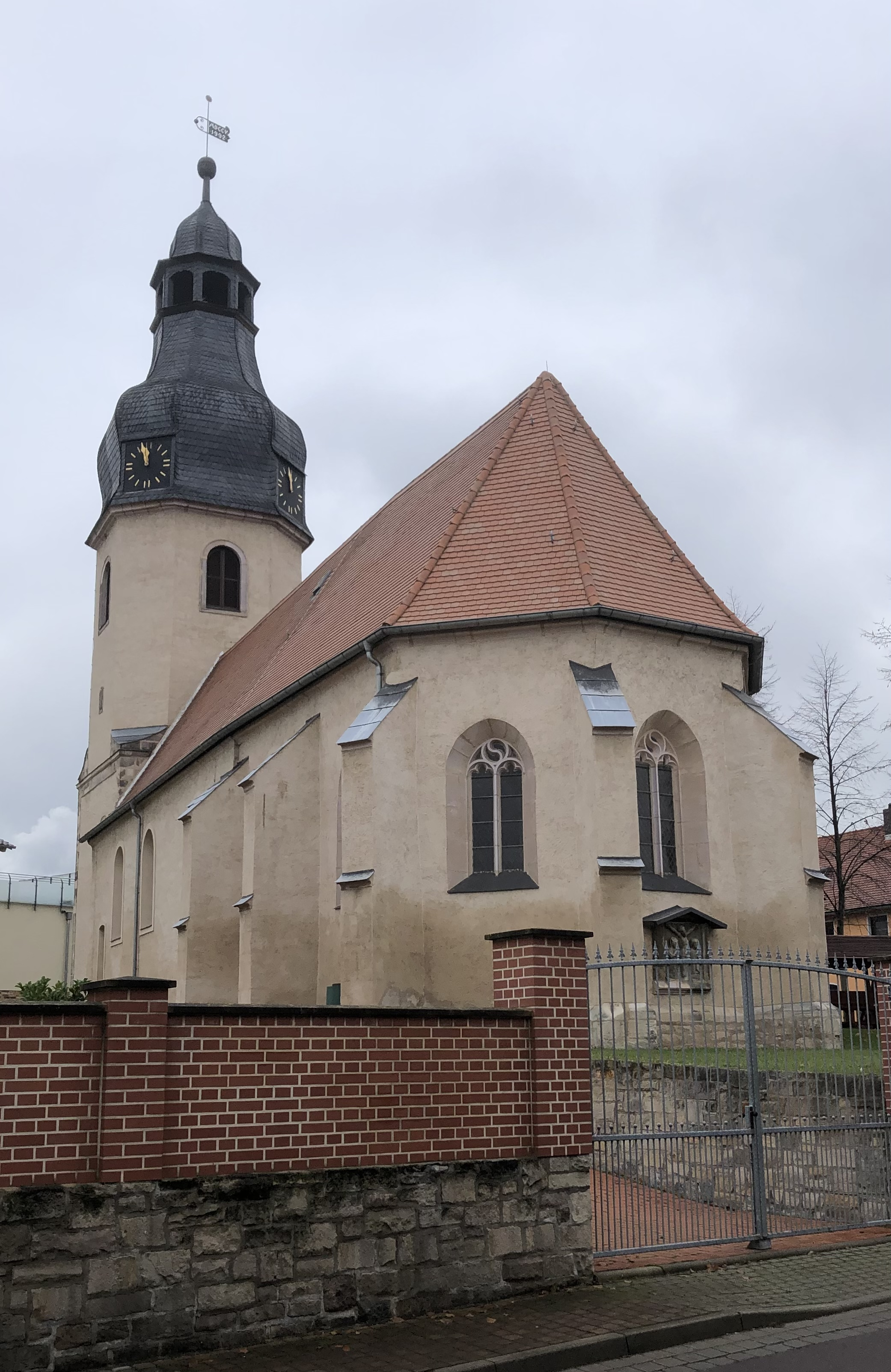
Dorfkirche Spergau, 2022

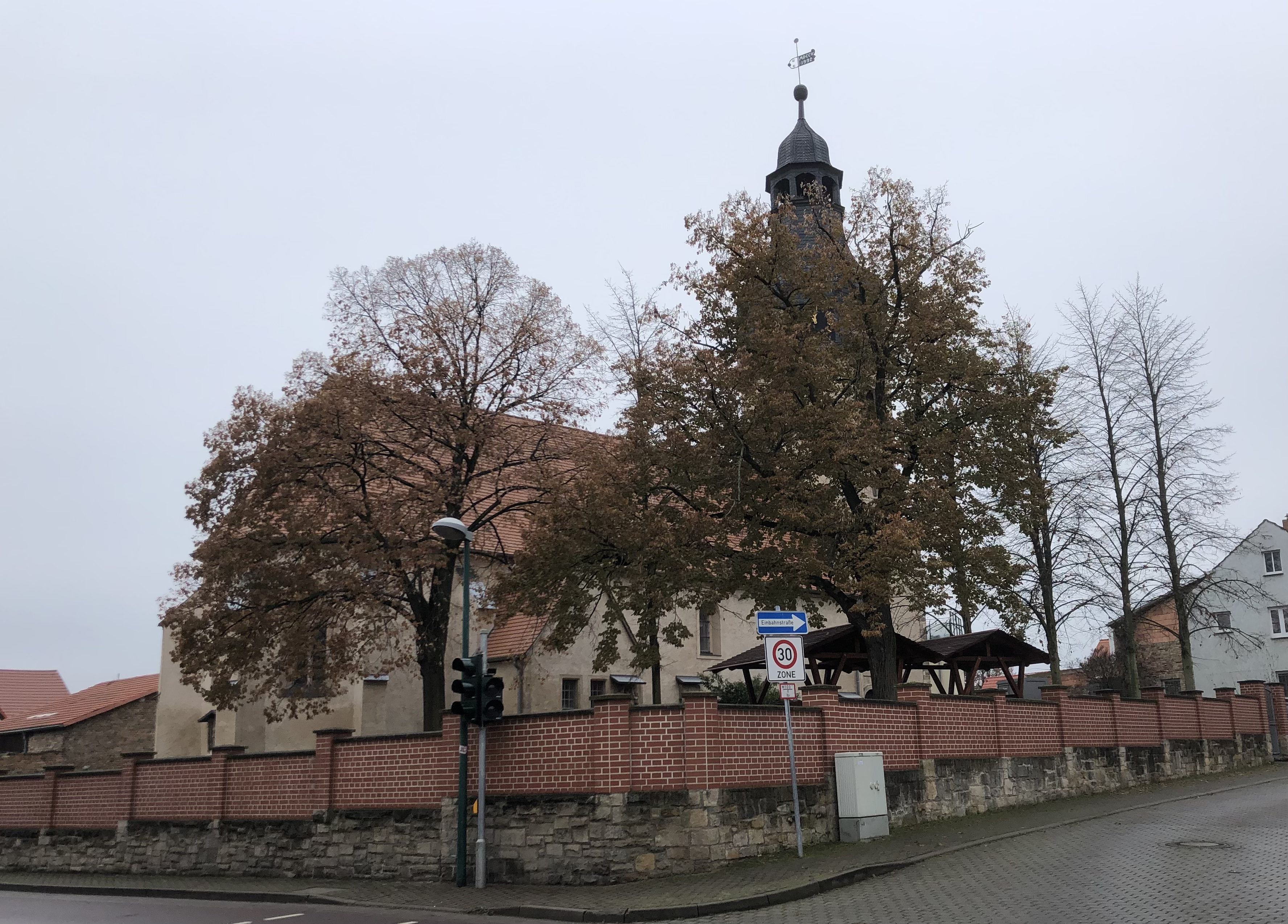
Blick von Nordosten

Die Dorfkirche Spergau ist eine denkmalgeschützte evangelische Kirche in Spergau in der Stadt Leuna in Sachsen-Anhalt. Die Kirche gehört zum Kirchspiel Großkorbetha im Kirchenkreis Merseburg der Evangelischen Kirche in Mitteldeutschland.

## Lage
Die Kirche befindet sich im Ortszentrum von Spergau an der Straße An der Kirche. Es grenzt ein Gemeindehaus an.

## Geschichte
Eine erste Kirche wurde in Spergau bereits im 10. oder 11. Jahrhundert errichtet. Eine urkundliche Erwähnung eines Pfarrers im Ort ist aus dem Jahr 1320 überliefert. Der Bau der heutigen Kirche erfolgte im 15. Jahrhundert aus Bruch- und Sandstein. Im Jahr 1637 brannte die Kirche während des Dreißigjährigen Kriegs nieder. Dabei wurden der Kirchturm, das Kirchenschiff und auch die Glocken zerstört. 1653 wurde der Kirchturm wieder aufgebaut. Eine erste Orgel erhielt die Kirche 1664. Es folgte von 1698 bis 1705 eine Ausbau des Kirchenschiffs. Auch der Turm wurde deutlich umgebaut.
1927 wurde die Dorfkirche Spergau grundlegend instand gesetzt, dabei erhielt sie auch eine elektrische Heizung. Während des Zweiten Weltkriegs wurde die Kirche 1944 und 1945 bei Bombenangriffen beschädigt. Die Schäden wurden 1949/1950 behoben und zugleich die Kirche neu gestaltet.
1967 erfolgte eine Einebnung des Friedhofs. Mehrere Grabplatten wurden dabei an der Außenwand der Kirche befestigt. Im Jahr 1992 wurde der Turm rekonstruiert und insbesondere die Haube neu mit Schiefer eingedeckt. Außerdem erhielt der Turm eine neue Wetterfahne. 1994 folgte eine Restaurierung des Innenraums sowie eine neue Pflasterung des Zugangs zur Kirche. Ein verschollener Deckel für die Taufe wurde im Jahr 2001 von privater Seite an die Kirchengemeinde zurückgegeben.
Weitgehende Sanierungsarbeiten wurden 2007 durchgeführt. Dabei wurde sowohl der Dachstuhl als auch Turm und Glockenstuhl saniert. Auch Emporen und Bänke wurden renoviert und die Kanzel sowie die gotischen Figuren restauriert. Zugleich wurden Modernisierungen vorgenommen. So wurde eine Sitzheizung und eine digitale Orgel angeschafft. 2008 erhielt die Kirche zwei im Jahr 2007 neu gegossene Glocken. Die größere der beiden Glocken wiegt 499 Kilogramm und trägt die Inschrift Ehre sei Gott, die andere hat ein Gewicht von 306 Kilogramm und ist mit der Inschrift Friede auf Erden versehen. Es wurde 2008 ein Kirchweihfest gefeiert, bei dem Glocken und Digitalorgel eingeweiht wurden.

## Architektur
Der spätgotische Chor der Kirche entstand bereits in der Zeit um 1500. Der Chor ist dreiseitig geschlossen und verfügt über Strebepfeiler. Die Fenster sind als Spitzbögen ausgeführt, wobei das ursprüngliche Maßwerk nur in zwei der Fenster erhalten ist. Überspannt wird der Chor von einem Netzrippengewölbe.
An der Nordseite des Chors ist die Sakristei angefügt. Sie ist etwas jünger als der Chor und mit einem Kreuzrippengewölbe versehen. Das Rippenprofil ist wie auch im Chor doppelkehlig. Zum Chor besteht eine Verbindung durch eine kielbogige Stabwerktür.
Das auf rechteckigem Grundriss errichtete Kirchenschiff entstand im 16. Jahrhundert. Zum gleich breiten Chor besteht ein Gurtbogen. Überspannt wird das Schiff von einem auf einem Gesims ruhendem hölzernen Tonnengewölbe.
Westlich des Schiffs steht der Turm mit quadratischem Grundriss. Im oberen Teil ist er achteckig ausgeführt. Bekrönt wird er von einer barocken Haube und Laterne aus dem Jahr 1698.
Im Kircheninneren befindet sich eine aus dem 18. Jahrhundert stammende hohe, hölzerne Altarwand mit seitlichen Durchgängen. Zwischen mit Bandelwerk geschmückten Pilastern ist im Aufsatz ein die Kreuzigung Christ darstellendes Gemälde zu sehen. Oberhalb des Gebälks besteht einen Wolkenstrahlenglorie. Die Kanzel entstand in der ersten Hälfte des 17. Jahrhunderts. Sie ist reich mit Schnitzwerk und insbesondere Knorpelwerk verziert und wird von einem Schalldeckel bekrönt.
Doppelte Emporen bestehen auf Nord- und der Westseite des Schiffs. Sie entstanden etwa zur gleichen Zeit wie der Altar im frühen 18. Jahrhundert. An den Brüstungen befinden sich 21 Gemälde, sie zeigen Szenen aus dem Alten Testament sowie dem Leben Jesu. Älteren Datums ist die Mitte des 16. Jahrhunderts aus Sandstein in Form eines Kelchs gefertigte Taufe.
Bemerkenswert sind vier große, bereits auf die Zeit um 1500 zurückgehende Relieffiguren, die ursprünglich zu einem Schnitzaltar gehörten. Sie stellen unter anderem Maria mit dem Kind und eine weibliche Heilige dar. Ähnlich alt ist das aus der Bauzeit des Chors stammende Steinrelief eines Schmerzensmanns an der Nordseite zwischen Maria und Johannes, sowie ein eher grobes Kreuzigungsrelief an der östlichen Außenseite des Polygons.
Die Kirche besitzt heute eine digitale Orgel, die als Ersatz für ein 1962 aufgestelltes Instrument in die Kirche gesetzt wurde.
Im örtlichen Denkmalverzeichnis ist die Kirche unter der Erfassungsnummer 094 20690 als Baudenkmal verzeichnet.